# Ngô Côn
Ngô Côn (tiếng Trung: 吴鯤, ? – 1869) là một thủ lĩnh thổ phỉ người dân tộc Tráng, người kế vị thủ lĩnh của cha mình là Ngô Lăng Vân trong vai trò Quốc vương của nhà nước Đình Lăng. Lực lượng thổ phỉ của Ngô Côn cướp bóc hoành hành ở vùng biên giới Đại Thanh - Đại Nam, về sau tan rã thành quân Cờ Đen, quân Cờ Trắng và quân Cờ Vàng hoạt động ở Bác Việt Nam nửa cuối thế kỷ 19.

## Thân thế
Ngô Côn nguyên tên là Ngô Á Chung (吴亚终, 吳亞終), hay Ngô Á Trung (吴亚忠), còn gọi là Hòa Khanh, con trai trưởng của thủ lĩnh thổ phỉ người Tráng Ngô Lăng Vân.

## Hoạt động ở Trung Quốc
Khi Ngô Lăng Vân nổi dậy ở châu Tân Ninh, Ngô Á Chung theo cha đánh dẹp khắp nơi, gây dựng nhà nước Đình Lăng. Tháng 1 năm 1863, quân Thanh phản công, vây hãm căn cứ địa của cha con Ngô Á Chung tại căn cứ địa Lũng La. Ngô Lăng Vân đành để cho Ngô Á Chung ở lại Lũng La phòng thủ, còn mình chỉ huy quân sĩ mở đường máu thoát ra ngoài để tìm viện quân. Tuy nhiên, giữa đường Ngô Lăng Vân bị quân Thanh phục kích và bị tử thương. Sau khi Ngô Lăng Vân chết, tháng 2 năm đó, quân Thanh công phá căn cứ Lũng La, nhiều thủ lĩnh cao cấp của Đình Lăng bị 
giết. Riêng Ngô Á Chung dốc sức tử chiến, mở đường máu thoát được.
Á Chung tiếp tục gây dựng lực lượng, ngược theo Hữu giang đến vùng Quy Thuận, núi Tam Đài, gầy dựng lại một lực lượng mới. Sau khi hội quân với một thủ lĩnh khác là Tiểu Trương Tam, Á Chung tiếp tục duy trì nhà nước Đình Lăng, xưng là Ngô vương. Các thủ lĩnh cũ của Ngô Lăng Vân cũng theo về lại như Hoàng Sùng Anh, Lưu Vĩnh Phúc... Thanh thế quân Đình Lăng mạnh trở lại, hoành hành vùng biên Quảng Tây. Thậm chí, Ngô Á Chung còn dẫn quân tràn sang biên giới Đại Nam, cướp bóc, thậm chí tập kích các đồn trại của quân Đại Nam tại 2 tỉnh Lạng Sơn và Cao Bằng.
Mãi đến tháng 6 năm 1868, quân Thanh dốc toàn lực tấn công lực lượng của Ngô Á Chung. Ngô Á Chung thất trận, kéo quân rút qua biên giới Đại Nam và chiếm đóng vùng Cao Bằng, mở rộng cả Lạng Sơn. Bấy giờ, nhà nước Đình Lăng xem như đã bị xóa sổ.

## Tử trận tại Việt Nam
Sang Đại Nam, Á Chung đổi tên thành Ngô Côn để tránh liên hệ quá khứ. Tuy nhiên, cả hai triều đình nhà Thanh và Đại Nam đều nhìn ra chân tướng sự việc, nhanh chóng thành lập liên quân Thanh - Việt dưới sự chỉ huy của  Quảng Tây đề đốc Phùng Tử Tài tổ chức tiễu trừ. Giữa năm 1869, Ngô Á Chung tử thương. Theo sách Thái Bình Thiên Quốc sử thì Ngô Á Chung bị đã bị tử thương bởi liên quân Việt - Thanh tiêu diệt. Sử Việt viết là Ngô Á Chung bị quân Việt chỉ huy bởi Tổng đốc Bùi Tuấn và Tuần phủ Ông Ích Khiêm bắn chết tại Bắc Ninh.
Sau khi Ngô Côn chết, các cánh thổ phỉ tan rã. Tuy nhiên, quân Thanh nhanh chóng rút về nước và quân Đại Nam cũng không triệt để tiễu trừ, dẫn đến một số thủ lĩnh của Ngô Côn tập hợp lại thành quân Cờ Đen, Cờ Trắng, Cờ Vàng hoành hành ở Bắc Việt Nam mãi cuối thập niên 1880 mới tạm yên.